# Weapons (Ava Max)
Weapons è un singolo della cantante statunitense Ava Max, pubblicato il 10 novembre 2022 come terzo estratto dal secondo album in studio Diamonds & Dancefloors.

## Pubblicazione
Il 29 ottobre 2022 la cantante ha anticipato il singolo tramite la piattaforma TikTok, pubblicando un video con un'anteprima ufficiale del brano e la data di uscita. Prima della pubblicazione, la cantante ha affermato in un'intervista che il suo prossimo singolo sarebbe stato d'ispirazione e con un messaggio potente, oltre ad essere una delle canzoni del disco da lei preferite.

## Descrizione
Il brano affronta il tema del cyberbullismo e del pregiudizio, in parte dovuto al suo stato di celebrità, con la cantante che intima i suoi detrattori a «smettere di usare le loro parole come armi».

## Tracce
Testi e musiche di Amanda Ava Koci, Henry Walter, Melanie Fontana, Madison Love, Michel "Lindgren" Schulz e Ryan Tedder.
1. Weapons – 2:31

## Classifiche
| Classifica (2022-23) | Posizione massima |
| -------------------- | ----------------- |
| Belgio (Fiandre)     | 32                |
| Belgio (Vallonia)    | 10                |
| Svezia               | 54                |
| Svizzera             | 95                |